# Costa Cálida
Costa Cálida (spanisch für ‚Warme Küste‘) bezeichnet tourismusgeographisch die zirka 250 km lange Küste der Provinz bzw. Region Murcia von San Pedro del Pinatar an der Grenze zur Autonomen Gemeinschaft Valencia bis nach Aguilas  an der Grenze zu Andalusien. In einigen älteren Kartenwerken wird außerdem der Küstenabschnitt bis hin zum Cabo de la Gata mit hinzugezählt. Murcia selbst ist eine der wärmsten Provinzen Spaniens. Die durchschnittliche Jahrestemperatur beträgt 16 bis 19 °C. Die Costa Cálida wird auch manchmal als Golf von Murcia oder Costa (de) Murcia bezeichnet. Sie ist weniger erschlossen als die sich nördlich anschließende Costa Blanca, wenngleich sich in den vorhandenen touristischen Zielen im Juli und August der einheimische Tourismus konzentriert.

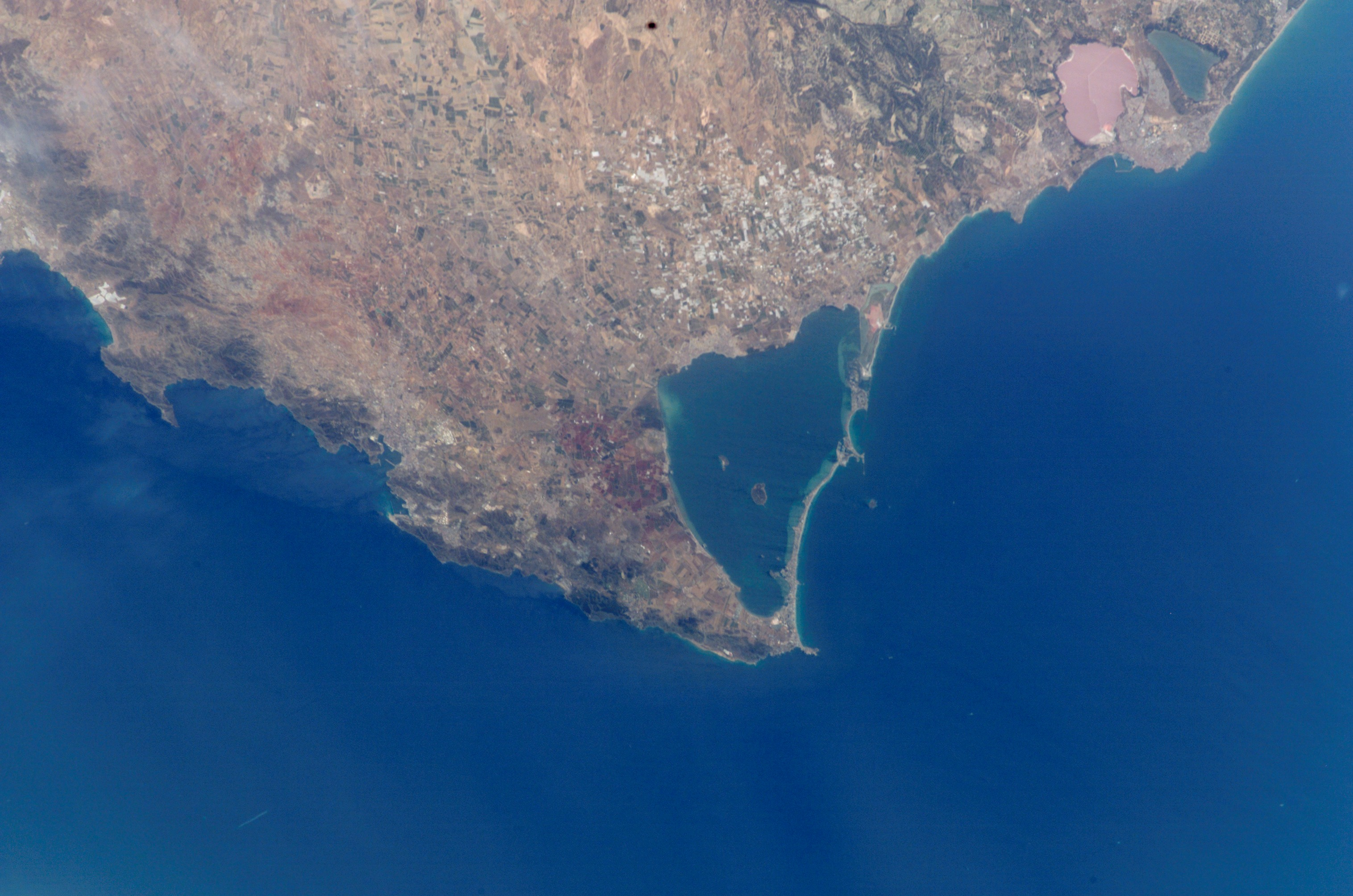
Die Lagune des Mar Menor an der Costa Cálida

Die größte Stadt an der Costa Cálida ist Cartagena.